# ميغنان ضيوف
ميغنان ضيوف (بالفرنسية: Mignane Diouf)‏ لاعب كرة قدم سنغالي، يلعب في خط الهجوم لعب سابقاً في السعودية نادي الكوكب ونادي العروبة ونادي السد .